# Gema Trujillo Sánchez
Gema Trujillo Sánchez (Mijas, 24 de abril de 1996) es una jugadora de balonmano española que juega de extremo en el CICAR Lanzarote Ciudad de Arrecife.

## Trayectoria
Jugadora zurda criada en Fuengirola, es una deportista muy rápida en contraataque, con alta efectividad en los lanzamientos desde el extremo y defiende, tanto en el extremo como en el avanzadolo que le permite cortar muchos movimientos de circulación del ataque rival.
Tres temporadas en el Fuengirola "Un Sol de Ciudad" del que fichó por el Balonmano Benidorm, con el que jugó una fase de ascenso
82 goles en 22 partidos con el Fuengirola “Un Sol de Ciudad” y 15 con el BM Benidorm en 6 encuentros le abrió las puertas del San José Obrero en la temporada 2019/2020, año en el que jugó con el equipo canario en la Liga Iberdrola, la 2020-21 jugó en Plata y disputó la fase de ascenso a la máxima categoría en su tercera temporada. Tres temporadas en las que la jugadora malagueña disputó un total de 80 partidos oficiales y en los que materializó 390 goles.
En la temporada 2022-23 fichó por el Sporting La Rioja
Al final de la temporada 2022-23 se anunció su salida y su fichaje por el Elda Prestigio pero, antes de empezar la temporada, se canceló el traspaso para volver al San José Obrero para la temporada 2023/24 con el que volvió a jugar la fase de ascenso anotando 107 tantos en 19 partidos.

### Clubes
- 2016-19: Fuengirola "Un Sol de Ciudad"
- 2019: Balonmano Benidorm
- 2019-22: San José Obrero
- 2022-23: Grafometal Sporting La Rioja
- 2023- : San José Obrero